# Вильке, Кристоф
Кристоф Вильке (нем. Kristof Wilke; 17 апреля 1985, Радольфцелль, Германия) — немецкий спортсмен, Олимпийский чемпион в академической гребле (восьмёрки) 2012 года. Начал свою карьеру гребца на Боденском озере. Вильке изучает биологию и физкультуру Рурском университете. Занимается футболом, баскетболом и волейболом.